# ماسايتو أوكوب
ماسايتو أوكوب (باليابانية: 大久保 将人) (17 أبريل 1986 في طوكيو في اليابان – )؛ هو لاعب كرة قدم سابق كان يلعب كمدافع.

## وصلات خارجية
- ماسايتو أوكوب على موقع عالم كرة القدم.نت (الإنجليزية)